# Ernest Chausson
Amédée-Ernest Chausson (Parigi, 21 gennaio 1855 – Limay, 10 giugno 1899) è stato un compositore francese.
Allievo di Jules Massenet e di César Franck contribuì a far conoscere i musicisti francesi suoi contemporanei in qualità di segretario della Société Nationale de Musique. Viene considerato un post-romantico francese e la sua produzione risente dell'influsso di Franck e di Wagner. Nelle mélodie trova una propria identità che tuttavia lo avvicinano a Massenet e a Fauré facendone anche, in certi casi, nella ricerca armonica e timbrica, un precursore di Debussy. La sua produzione migliore va forse ricercata nella musica vocale ed è conosciuto soprattutto per il Poème per violino e orchestra, sempre presente nel repertorio violinistico.

## Biografia
Ernest Chausson nacque a Parigi da una famiglia della ricca borghesia. Il padre era un imprenditore edile che si occupò della riqualificazione urbana della capitale intorno al 1850. La morte prematura di due suoi fratelli contribuì ad accentuare il carattere sensibile e un po' introverso del giovane Ernest. Verso i dieci anni iniziò ad avvicinarsi alla musica grazie alle lezioni di pianoforte di Cornelius Coster; successivamente, in seguito alle lezioni di un altro suo insegnante, il letterato Léon Bréthous-Lafargue, conobbe le grandi opere d'arte e fu introdotto, a vent'anni, nel salotto di Madame de Rayssac frequentato da scrittori, artisti e musicisti.
Per volere del padre si iscrisse alla facoltà di legge e divenne avvocato nel 1876, ma senza aver mai avuto alcun interesse per la professione. Continuò assiduamente a frequentare i salotti letterari parigini dove conobbe Vincent d'Indy e sviluppò una grande ammirazione per la musica di Berlioz. I suoi primi tentativi di composizione risalgono al 1877 e fecero sì che Chausson, alla fine dell'anno seguente, si iscrivesse ai corsi di Massenet, per entrare poi nella classe di composizione al Conservatorio di Parigi nel 1879, dove fu allievo anche di César Franck. Deluso per non essere riuscito a vincere il Prix de Rome del 1881, lasciò gli studi, mantenendo però una stretta amicizia con Franck, che continuerà ancora a seguirlo come insegnante.
Iniziò a viaggiare molto, recandosi a Monaco e a Bayreuth per conoscere le opere di Wagner, tra cui L'olandese volante, Tristano e Isotta e soprattutto il Parsifal, di cui assistette alla prima rappresentazione nel 1882. L'incontro con la musica wagneriana influenzò notevolmente la sua arte compositiva, fino ad allora legata principalmente all'ambiente e all'influenza francese.
Nel 1883 sposò Jeanne Escudier, cognata del pittore Henry Lerolle, da cui avrà cinque figli. Grazie a una rendita da eredità, Chausson poté dedicarsi tranquillamente alla composizione; nella sua abitazione continuò, con la moglie, a ricevere artisti, musicisti e letterati, tra cui Fauré, Mallarmé, Albéniz e soprattutto Debussy, con cui si legò di grande amicizia, tanto da aiutarlo anche finanziariamente nei momenti difficili; Debussy da parte sua consigliò e aiutò Chausson per le sue composizioni, in particolare per il dramma lirico Le Roi Arthus. L'amicizia durò fino al 1894, interrotta bruscamente a causa della riprovevole condotta coniugale di Debussy.
Alcune sue composizioni furono rappresentate grazie alla Société Nationale de Musique, associazione fondata nel 1871 con lo scopo di far conoscere nuove opere di autori francesi. Nel 1886, in seguito alle dimissioni di Camille Saint-Saëns, Franck fu nominato presidente e Chausson, inizialmente con d'Indy, venne eletto segretario; il musicista prenderà molto a cuore questo incarico che manterrà fino alla sua morte. A questo periodo risalgono le sue maggiori composizioni; oltre al dramma lirico Le Roi Arthus, che lo occupò nella stesura per più di dieci anni, scrisse Le poème de l'amour et de la mer per voce e orchestra, il Concerto in Re e la Sinfonia in Si bemolle maggiore; nel 1896 compose il celebre Poème per violino e orchestra op. 25. Unico rammarico di questo periodo fu il non essere riuscito a mettere in scena Le Roi Arthus, che, seppure terminato nel 1895, vide la prima rappresentazione solo nel 1903, quattro anni dopo la scomparsa dell'autore. 
Gli ultimi anni furono densi di attività compositiva; scrisse ancora il Quartetto d'archi in Do minore (1897) e molta musica vocale, la parte più interessante delle sue composizioni; nota è soprattutto la Chanson perpétuelle per soprano e orchestra. Il 10 giugno del 1899, durante un periodo passato nella sua residenza estiva di Limay, mentre faceva una gita in bicicletta, cadde rovinosamente urtando il muro di recinzione e si ruppe la testa. Fu sepolto nel cimitero di Père-Lachaise a Parigi.

## Opere principali
- Trio per pianoforte, violino e violoncello, op. 3 in Sol minore (1882 alla Société Nationale de Musique con André Messager al pianoforte)
- Viviane, op. 5, poema sinfonico (1882), dedicato alla moglie Jeanne
- Poème de l'amour et de la mer op. 19, per canto e orchestra (dedicato a Henri Duparc)
- Sinfonia op. 20 in Si bemolle maggiore
- Concerto op. 21 in Re maggiore, per violino, pianoforte e quartetto d'archi
- Le Roi Arthus, dramma lirico, op. 23
- Serres chaudes, Lieder op. 24, su testi di Maurice Maeterlinck
- Poème op. 25 in Mi bemolle maggiore, per violino e orchestra
- Quartetto d'archi in Do minore, op. 35
- Chanson perpétuelle, per voce e orchestra, op. 37

## Edizioni musicali
- Poème de l'amour et de la mer op. 19, per canto e orchestra, spartito in riduzione per canto e pianoforte, Éditions Salabert, prima edizione 1917, ristampa 2005, SLB 181 (AR 05271L), ISMN M-048-00800-7